# 滑铁卢 (阿拉巴马州)
滑铁卢（英語：Waterloo），是美国阿拉巴马州下属的一座城市。面积约为0.75平方英里（约合1.94平方公里）。根据2010年美国人口普查，该市有人口203人，人口密度为271.39/平方英里（约合104.64/平方公里）。